# Birgitta Pramm-Johansson
Birgitta Elisabet Maria Pramm-Johansson, född Pramm 1 april 1924 i Karlstad, död 10 oktober 1991 i Stockholm, var en svensk fotograf, stillbildsfotograf och TV-producent.
Hon var dotter till fotografen Petrus Pramm och Ellen Alfhild Karolina Lönnquist samt från 1943 gift med regissören Ivar Johansson.

## Filmmanus
- 1955 – Finnskogens folk

## Filmografi roller
- 1947 – Ådalens poesi
- 1950 – Rågens rike